# Gabriel Hedengren
Gabriel Hedengren, född den 17 juni 1869 i Edsbergs församling, Örebro län, död den 22 juli 1936 i Sofia församling i Stockholm, var en svensk militär. Han var son till brukspatron Olof Hedengren, måg till överste Carl Meurling, bror till general David Hedengren och farbror till major Sven Hedengren.
Hedengren blev underlöjtnant vid Närkes regemente 1889, kapten vid generalstaben 1902, överste och chef för Norrbottens regemente 1916 och var till sist chef för Södermanlands regemente 1921–1926. Hedengren utgav Illustrerad militärrevy 1898–1908. Han invaldes som ledamot av Krigsvetenskapsakademien 1912. Hedengren blev riddare av Svärdsorden 1910, kommendör av andra klassen av samma orden 1919 och kommendör av första klassen 1922. Han vilar på Garde kyrkogård på Gotland.
Han gifte sig 1895 i Linköping med Helena Meurling, född 1874 i Linköping och avliden 1935 i Stockholm.